# Uder
Uder település Németországban, azon belül Türingiában. Lakosainak száma 2608 fő (2023. december 31.).

## Népesség
A település népességének változása:
| Lakosok száma | 2657 | 2649 | 2682 | 2688 | 2608 |
|               | 2017 | 2019 | 2021 | 2022 | 2023 |